# Arthur Crudup
Arthur « Big Boy » Crudup (né le 24 août 1905 à Forest dans le Mississippi - mort le 28 mars 1974 à l'hôpital de Nassawadox en Virginie) est un musicien et chanteur de blues américain.
Il est connu du grand public pour être l'auteur du premier tube d'Elvis Presley : That's All Right Mama. Elvis lui reprendra ensuite My Baby Left Me et So Glad You're Mine. De nombreux autres jeunes artistes, blancs pour la plupart, reprendront ses titres.

## Biographie
Ayant commencé la guitare à 32 ou 34 ans, il s'est fait connaître à Chicago en étant découvert au début des années 1940 par Lester Melrose de la maison de disque Okeh and Bluebirds Records. Trompé par Melrose, il ne touche quasiment aucun droit d'auteur pour ses enregistrements et pour leurs reprises. Quand il rompt avec Melrose en 1947, celui-ci revend son contrat avec RCA Records, label avec lequel il enregistre fréquemment et remporte un succès important dans la communauté noire.
Un peu passé de mode au début des années 1950, lassé par le traitement que lui réserve sa maison de disque, Arthur Crudup dénonce son contrat en 1954, retourne au Mississippi puis vit simplement et pauvrement, labourant la journée et jouant le soir notamment dans des juke joints.
Dans les années 1960, avec le retour en grâce de la musique blues dû au british blues boom, et épaulé par le manager Dick Watermann, il reprend la musique avec quatre nouveaux albums et un retour sur scène en 1968. Parallèlement, il tente de faire valoir ses droits. Malgré des années de procès et les efforts de Dick Watermann, il ne parvient pas à récupérer les montants qui lui sont dus. Il meurt dans la misère en 1974 d'une crise cardiaque,.

## Discographie

### Albums solo
- Mean Ol' Frisco (1962)
- Crudup's Mood (Delmark, 1969)
- Look On Yonder's Wall (Delmark, 1969)
- Roebuck Man (Sequel, 1974)

### Albums en collaboration
- Sunny Road – avec Jimmy Dawkins et Willie Smith (Delmark, 1969)
- Arthur "BigBoy" Crudup Meets the Master Blues Bassists – avec Willie Dixon et Ransom Knowling (Delmark, 1994)

### Compilation
- Rock Me Mama (Tomato, 2002)